# 박종훈 (1773년)
박종훈(朴宗薰, 1773년 ~ 1841년) 은 조선 후기의 문신이며, 헌종 때 좌의정을 지냈다. 본관은 반남. 자는 순가(舜可), 호는 두계(荳溪), 시호는 문정(文貞)이다.

## 생애
순조 때 문과에 급제하고 순조 때 검교대교, 각신, 대촉, 승지, 성균관대사성, 함흥부위유사, 보덕, 사헌부대사헌, 경기도관찰사, 홍문관부제학, 규장각직제학, 전라도관찰사, 이조참판, 우부빈객, 홍문관제학, 한성부판윤, 우빈객, 예문관제학, 대사헌, 형조판서, 좌빈객, 사헌부대사헌, 이조판서, 공조판서, 예조판서, 평안도관찰사, 규장각제학, 좌부빈객, 우빈객, 병조판서, 사헌부대사헌, 좌빈객, 홍문관제학, 한성부판윤, 호조판서, 형조판서, 이조판서, 공조판서, 판의금부사, 병조판서, 우빈객, 예문관제학, 원임제학, 공조판서, 예조판서, 의정부우참찬, 한성부판윤, 판의금부사, 형조판서, 병조판서, 우부빈객, 함경도관찰사, 좌빈객, 형조판서, 홍문관제학, 이조판서, 예조판서, 판의금부사, 우의정을 거쳐 헌종 때 우의정을 거쳐 좌의정이 되고 판중추부사로 치사했다.